# Ratpenat llistat de Geoffroy
El ratpenat llistat de Geoffroy (Platyrrhinus recifinus) és una espècie de ratpenat de la família dels fil·lostòmids. Viu al Brasil. El seu hàbitat natural són boscos multiestratals perennifoli tropical i llocs humits. No hi ha cap amenaça significativa per a la supervivència d'aquesta espècie, tot i que està afectada per l'evolució de l'hàbitat, especialment el bosc atlàntic.